# Тренихина
Тренихина — упразднённая в декабре 2015 года деревня в Верхотурском городском округе Свердловской области, Россия.

## Географическое положение
Деревня Тренихина муниципального образования Верхотурский городской округ была расположена в 58 километрах (по автотрассе в 70 километрах) к юго-востоку от города Верхотурье, на левом берегу реки Туры. В распутицу сообщение с деревней затруднено. В окрестностях деревни, в 2 километрах к юго-востоку располагается железнодорожная станция Белая Глина Свердловской железной дороги.

## История
Деревня была основана в начале XVII века и называлась Таскина по имени основателя верхотурского крестьянина Офеньки Таскина. Затем название деревни стало Тренихина по фамилии крестьян Тренихиных, которые проживали в деревне с XVII века.
В декабре 2015 года областным законом № 144-ОЗ была упразднена.

## Население
| 1873 | 2002 | 2010 |
| ---- | ---- | ---- |
| 195  | ↘0   | →0   |